# 김광철 (1958년)
김광철(金光哲, 1958년 9월 8일, 경기도 연천군 연천면 ~ )은 대한민국의 정치인이다. 제38대 경기도 연천군수이다.

## 학력
- 연천국민학교 졸업
- 연천중학교 졸업
- 연천고등학교 졸업
- 경희사이버대학교 글로벌경영학 학사 졸업
- 대진대학교 통일대학원 졸업

## 경력
- 1975 ~ 1976: 연천군 4-H 연합회 회장
- 1985 ~ 1987: 연천읍 현가리 새마을지도자
- 1988: 연천읍 현가리 이장
- 1990 ~ 1997: (주)한북관광 영업이사
- 국회의원 김영우 연천사무소 소장
- 1998.07 ~ 2002.06: 제3대 연천군의회 의원(초선,연천읍)
- 2002.07 ~ 2006.06: 제4대 연천군의회 의원(재선,연천읍)
- 2002.07 ~ 2006.06: 제4대 연천군의회 부의장
- 2010.07 ~ 2014.06: 제8대 경기도의회 의원(초선,연천군 선거구)
- 제8대 경기도의회 건설교통위원회 간사
- 제8대 경기도의회 기획재정위원회 간사
- 2014.07 ~ 2018.03: 제9대 경기도의회 의원(재선, 연천군 선거구)
- 제9대 경기도의회 여성가족평생교육위원회 위원장
- 2018.07 ~ 2022.06 : 제38대 민선 7기 경기도 연천군수(초선)

## 역대 선거 결과
|  | 0% |

|  | 38.72% |

|  | 26.82% |

|  | 36.06% |

|  | 64.2% |

|  | 52.23% |

|  | 25.61% |